# Microtus rozianus
Microtus rozianus és una espècie de mamífer rosegador de la família dels cricètids. És endèmic del nord-oest de la península Ibèrica, on viu a altituds d'entre 0 i 1.775 msnm a Espanya i Portugal. Ocupa hàbitats humits i herbosos, com ara aiguamolls costaners i canyissars, que retrocedeixen pels efectes del canvi climàtic. Té una llargada de cap a gropa de 104-106 mm, la cua de 38-41 mm i un pes de 38-39 g. Fou anomenat en honor del Sr. Rosa de Carvalho, que en descobrí l'holotip. Durant molt de temps fou considerat una subespècie del talpó muntanyenc (M. agrestis).